# Interglacial
Um período interglacial ou fase interglaciar é um intervalo geológico caracterizado por temperaturas médias mais quentes que separam os períodos glaciares. O período holocênico, que estamos a viver atualmente, pode ser considerado um período interglacial (pós-glaciar) que persiste desde há cerca de 11 400 anos. Há 120 mil anos atrás, tivemos o último período interglacial mais conhecido e mencionado na literatura, onde a temperatura estava um pouco abaixo da temperatura atual.[2]
O escritor Gordon Childe em suas análise sobre a formação da atual civilização humana, tem o seu florescimento muito em função da existência de um período interglacial. Com o recuo das geleiras que cobriam boa parte da Europa e da Ásia em função da expansão das áreas do ártico e Antártida. Este recuo possibilitou que ocorresse a formação de rios que passariam a ter uma importância na formação de terras férteis como na Região do Crescente Fértil, atual Iraque, onde os ciclos de períodos chuvosos e secos, criariam o ciclo propício para a Revolução Agrícola no paleolítico e depois no final do Neolítico a Revolução Urbana e o desenvolvimento das Civilizações. No caso a Suméria, Assírios, Babilônicos que vão ser os lugares onde por volta de 6000 anos atrás surgiram as primeiras cidades como Lagasch, Ur, Irish. O final de um período interglacial como este que estamos vivendo pode significar que regiões mais ao norte da Europa, América e Ásia terão o desaparecimento das cidades e das atividades econômicas em função do gelo e das temperaturas abaixo de zero o ano todo.  Assim teríamos uma expansão do Ártico.
Acreditava-se que por volta dos anos 2012 e 2015, a temperatura média global terrestre iria cair lentamente, atingindo seus níveis mais baixos por volta de 2055 e 2060. Este período de resfriamento terrestre duraria cerca de 50 anos e, ao longo do século XXII, a Terra começaria novamente seu processo de aquecimento natural global.
.
Em 2015, foi observado um surpreendente aumento nas camadas de gelo do continente Antártico, que supostamente comprovavam que o período de resfriamento global estava de fato ocorrendo. [carece de fontes?] Porém, dados da NASA e do Copernicus (serviço de Mudança Climática da União Europeia) relevaram que os últimos cinco anos (2018, 2017, 2016, 2015 e 2014) foram os mais quentes desde o fim do século XIX, descartando então a dedução de que ocorresse o resfriamento terrestre natural nas próximas décadas. A média elevada de temperaturas, segundo as próprias agências, são ocasionadas pelo fenômeno do aquecimento global.[carece de fontes?]